# Sam Cowan
Samuel Cowan (ur. 10 maja 1901, zm. 4 października 1964) – angielski piłkarz, który występował na pozycji obrońcy, trzykrotny reprezentant kraju. W pierwszej połowie lat trzydziestych XX wieku był kapitanem Manchesteru City.
Cowan karierę piłkarską rozpoczął w wieku 17 lat Aldwarke Juniors. W 1920 przeszedł do Huddersfield Town, jednak nie zagrał żadnego meczu i kontynuował karierę w amatorskich zespołach Denaby United i Bulcroft Colliery. W latach 1923–1924 występował w trzecioligowym Doncaster Rovers, zaś w grudniu 1924 przeszedł do Manchesteru City.
Zagrał w trzech meczach finałowych Pucharu Anglii (w 1926, 1933 i 1934), zwyciężając raz w 1934 roku. W październiku 1935 przeszedł za 2 tysiące funtów do Bradford City, w którym występował przez dwa sezony. W sezonie 1937/1938 był grającym menadżerem Mosley, a następnie członkiem sztabu szkoleniowego Brighton & Hove Albion. W 1946 został menadżerem drugoligowego wówczas Manchesteru City, z którym rok później uzyskał awans do Division One. W decydującym o awansie meczu przeciwko Burnley na pięć kolejek przed końcem rozgrywek City zwyciężyło 1:0, a spotkanie obejrzało 67 672 widzów. W lecie 1947 zrezygnował z funkcji menadżera zespołu.
Zmarł 4 października 1963 na zawał serca w wieku 62 lat podczas sędziowania meczu charytatywnego.